# جزر نجمي رقيق الثمار
جزر نجمي رقيق الثمار (الاسم العلمي:Astrodaucus leptocarpus) هو نوع غير مؤكد من النباتات يتبع جنس الجزر النجمي من الفصيلة الخيمية.